# 1952

## أحداث
- تأسيس مدينة اسفرة وتقع حاليا في طاجيكستان.
- تأسيس مدينة مجدال هعيمق.

### فبراير
- 6 فبراير -
  - الملكة إليزابيث الثانية تصبح ملكة لبريطنيا بعد وفاة الملك السابق جورج السادس
  - بداية الألعاب الأوليمبية الشتوية في أونتاريو
- 26 فبراير - رئيس الوزراء البريطاني ونستون تشرشل يعلن أن بلاده لديها قنبلة نووية

### مارس
- 10 مارس - الجنرال باتيستا يعود لتولى السلطة في كوبا مجددا.
- 20 مارس - مجلس الشيوخ الأمريكي يصدق على معاهدة سلام مع اليابان.
- 21 مارس - تنفيذ آخر حكمي اعدام في هولندا.
- 29 مارس - الرئيس الأمريكي هاري ترومان يعلن أنه لن يعيد ترشيح نفسه للرئاسة مجددا.

### أبريل
- 4 أبريل - إسرائيل تطلب تعويضات 3 مليارات دولار من ألمانيا.
- 18 أبريل -
  - ثورة بوليفيا الوطنية تعطي حق التصويت للسكان الأصليين والنساء وتأمم المناجم وتعلن الإصلاح الزراعي
  - ألمانيا الغربية واليابان يقيمان علاقات دبلوماسية
- 23 أبريل - التجارب النووية في صحراء نيفادا.
- 28 أبريل -
  - بدء سريان معاهدة سان فرانسيسكو، وإنهاء احتلال اليابان
  - معاهدة تايبيه. معاهدة السلام بين اليابان وجمهورية الصين

### مايو
- 15 مايو - إنشاء علاقات دبلوماسية بين حكومتي إسرائيل واليابان على مستوى المفوضيات.

### يونيو
- 1 يونيو - الكنيسة الكاثوليكية تحظر كتب اندريه جيد.

### يوليو
- 2 يوليو - الجمهورية التونسية الولادة المباركة لعبد الله كمال البرهومي.
- 13 يوليو - ألمانيا الشرقية تعلن عن تشكيل الجيش الشعبي.
- 19 يوليو - 3 اغسطس دورة الألعاب الأولمبيه الصيفيه تقام في هلسنكي.
- 23 يوليو -
  - محمد نجيب يقود حركة الضباط الاحرار في الإطاحة بالنظام الملكي المصري، والتي تعرف باسم ثورة يوليو.
  - فرنسا وألمانيا الغربية وإيطاليا وبلجيكا ولكسمبورج وهولندا، تشكل الجماعة الأوروبية للفحم والصلب، ومؤسسة الوليدة تكون نواة لما سيصبح الاتحاد الأوروبي.
- 26 يوليو - تنازل الملك فاروق الأول عن العرش المصري ومغادرته البلاد إلى المنفى وانتهاء حكم أسرة [وضح من هو المقصود ؟] لمصر.

### أغسطس
- 11 أغسطس - الجيش الأردني يطلب من الملك طلال الاستقالة بسبب المرض العقلي وخلفه ابنه الحسين.
- 13 أغسطس - اليابان تشارك في صندوق النقد الدولي.
- 14 اغسطس - ألمانيا الغربية تنضم إلى صندوق النقد الدولي.

### أكتوبر
- 3 أكتوبر - تفجير أول قنبلة ذرية بريطانية.

### ديسمبر
- 14 ديسمبر - جراحية ناجحه لفصل توأم سيامى في مستشفى ماونت سيناي، اوهايو.

## مواليد
- أبو إسلام أحمد عبد الله
- أحمد باقر
- أحمد عبد الله الأحمد الصباح
- أحمد فؤاد الثاني
- أحمد فريد
- أحمد نظيف
- أحمد راسم النفيس
- أرت مالك
- حمد سنان
- ألان سيمونسن
- ألاين غيريسي
- ألفارو أوريبي بيليث
- أناتولي بايداتشني
- أنتونيو أوليفيرا
- أنتونيو ليما بيريرا
- أورهان باموق
- أوزفالدو أرديليس
- أولي راسمونسين
- أولي هونيس
- أوليغ بلوخين
- أوندينه جرونتر
- إ دي ستارينك
- إبراهيم الزعفراني
- إدريس ديبي
- إرنست لى فلتشر
- إعلي ولد محمد فال
- إيرينا بوكوفا
- إيفيلين شلاج
- إيوانيس داماناكيس
- إيوانيس غوناريس
- إيوانيس كيراستاس
- الصادق شورو
- ايمان أسيري
- باتريك أوبيغبامي
- باتريك بالداسارا
- باتريك سويزي
- برت فان مارفايك
- برنار بواسييه
- بهية الحريري
- بيرنارد بويسير
- بيرنارد لاكومب
- بييرلويجي بايريتو
- تركي الحمد
- توم داف
- تيري كوين
- ثريا جبران
- جاك زوستاك
- جاك سانتيني
- غراهام غرين (ممثل)
- جواد الخالصي
- جوستاين غاردر
- جون غودمان
- جون لينش
- جويل مولر
- جيرارد جيلي
- جيف غولدبلوم
- جيف فاهاي
- حلمي الجزار
- حمدي فتوح والي
- خافيير أوروتيكويتشيا
- خالد الدخيل
- خالد العدوه
- خديجة محمدوفيتش
- خطيب بدلة
- خلف دميثير
- دحان ولد أحمد محمود
- ديتريش جرونمير
- راغب حرب
- راينر بونهوف
- رضا محمود حافظ
- روبن توريبيو دياز
- روبن ويليامز
- روبيرتو بينيني
- رودي كارغوس
- رونو سيشان
- روي خورداو
- ريكاردو لافولبي
- ريكاردو مارتينيلي
- ريموند دومينيك
- ريني فيرهيرين
- زدينيك نيهودا
- ستانيسلاف سيمان
- سعود بن راشد المعلا
- سعيد الزياني
- سعيد عبد العظيم
- سلام فياض
- سلوبودان توبالوفيتش
- سمير جعجع
- سوف عبيد
- سيغون أودغبامي
- شاز بالمينتري
- شيغيرو مياموتو
- صالح بشير (صلوحي)
- صلاح شحادة
- ضياء الميرغني
- طارق التلمساني
- عارف الشيخ عبد الله الحسن، شاعر إماراتي
- عباس الموسوي (عالم دين)
- عباس النوري
- عبد الباسط المقرحي
- عبد الله بوكرم
- عبد النبي اصطيف
- عبد الوهاب راوح
- علي الأمين
- علي اللنقاوي
- علي جمعة
- علي سلطان
- عمران خان
- عمير بيرتز
- غابرييلي أوريالي
- غاري شوك (ممثل)
- غريغوير مبيدا
- غطاس خوري
- غوربان توراني
- غويليرمو لا روزا
- غيلبيرت كاري
- فؤاد الهاشم
- فاديم زهوك
- فاروق جعفر
- فاضل الربيعي
- فاطمة وشاي
- فلاديمير بوتين
- فاليري إيفانوفيتش توكاريف
- فرانس ثيسين
- فرانسيس فوكوياما
- فرانشيسكو غراتسياني
- فيصل الشايع
- فيصل الفايز
- فيكتور هيربيرت تايت
- فينكاترامان راماكريشنان
- قربان بردييف
- كارلوس سانتيلانا
- كرم زهدي
- كليف باركر
- كمال إيدير
- كنجي تيرادا
- كوستاس إيوسيفيديس
- كيس كيست
- لطفي بوشناق
- لوكا برزوفيتش
- لويس مورينو أوكامبو
- ليام نيسون
- ليث الصندوق
- ليلى قاسم
- ليونارد هورويتز
- ليونبو جيغمي تينلي
- مارتن تايلور
- مانويل زيلايا
- مايكل جتير
- مجدى جلال شعراوي
- مجدي علام
- محمد أيوب
- محمد إسماعيل المقدم
- محمد سعد الكتاتني
- محمد شعيب
- محمد صلاح الدين المستاوي
- محمد علي طلعت
- مرتضى منصور
- مصطفى دحلب
- مليكة العمري
- منى أبو النصر
- منى الحاطوم
- مورغان تسفانغيراي
- ميشيل مايلارد
- ميغل أنغل نيرا
- ميكي رورك
- ناباتينغ توكو
- ناصر العمر
- نزار الحلبي
- نصوح الحموي
- نعومي شهاب ناي
- هانز زيمر
- هاني شاكر
- هدى بركات
- هويدا
- واندرلي لكسومبورغو
- وحيد خليلهودزيتش
- وفاء سليمان
- ويم ريسبيرغن
- ويم موتستيغ
- يسري نصر الله
- ينز يورن بيرتيلسن
- يوسف بطرس غالي
- يوشيتاكا أمانو
- ارون جايتلي
- يوجينيا كالي، باحثة أمريكية في السرطان والأوبئة.

### يناير
- 1 يناير -
  - الشيخ حمد بن خليفة آل ثاني, أمير دولة قطر
  - عبد الله بن حمد العطية, نائب رئيس مجلس الوزراء القطري وزير الطاقة والصناعة

### فبراير
- 8 فبراير - دايسكي غوري, مؤدي أصوات ياباني.
- 17 فبراير - غاري شوك (ممثل)، ممثل كندي وممثل أداء صوتي

### مارس
- 31 مارس - تاج الدين نوفل، شاعر، كاتب وباحث ومقدم برامج مصري.

### مايو
- 18 مايو - ريوزابرو أوتومو، مؤدي أصوات ياباني

### يونيو
- 6 يونيو - يوسكي هونما، ملحن ياباني

### يوليو
- 6 يوليو - آدي شامير، عالم تعمية يهودي

### سبتمبر
- 8 سبتمبر - تاكايا هاشي, مؤدي أصوات ياباني

### أكتوبر
- 7 أكتوبر - فلاديمير بوتين، رئيس وزراء روسيا.
- 25 أكتوبر- حسين صبري، أستاذ جامعي وكاتب مصري.
- 26 أكتوبر - عباس الموسوي، رجل دين شيعي وثاني أمين عام لحزب الله اللبناني.

### نوفمبر
- 5 نوفمبر - هيلين بنديكت، روائية وصحفية بريطانية أمريكية.

### ديسمبر
- 12 ديسمبر - هيلين دنمور، روائية وشاعرة بريطانية.

## وفيات
- عبد الرؤوف القدوة الحسيني، والد الزعيم الفلسطيني ياسر عرفات.

### يناير
- 18 يناير:  كيرلي هاورد، ممثل أمريكي.
- 27 يناير:  فاني وارد، ممثلة أمريكية.

### فبراير

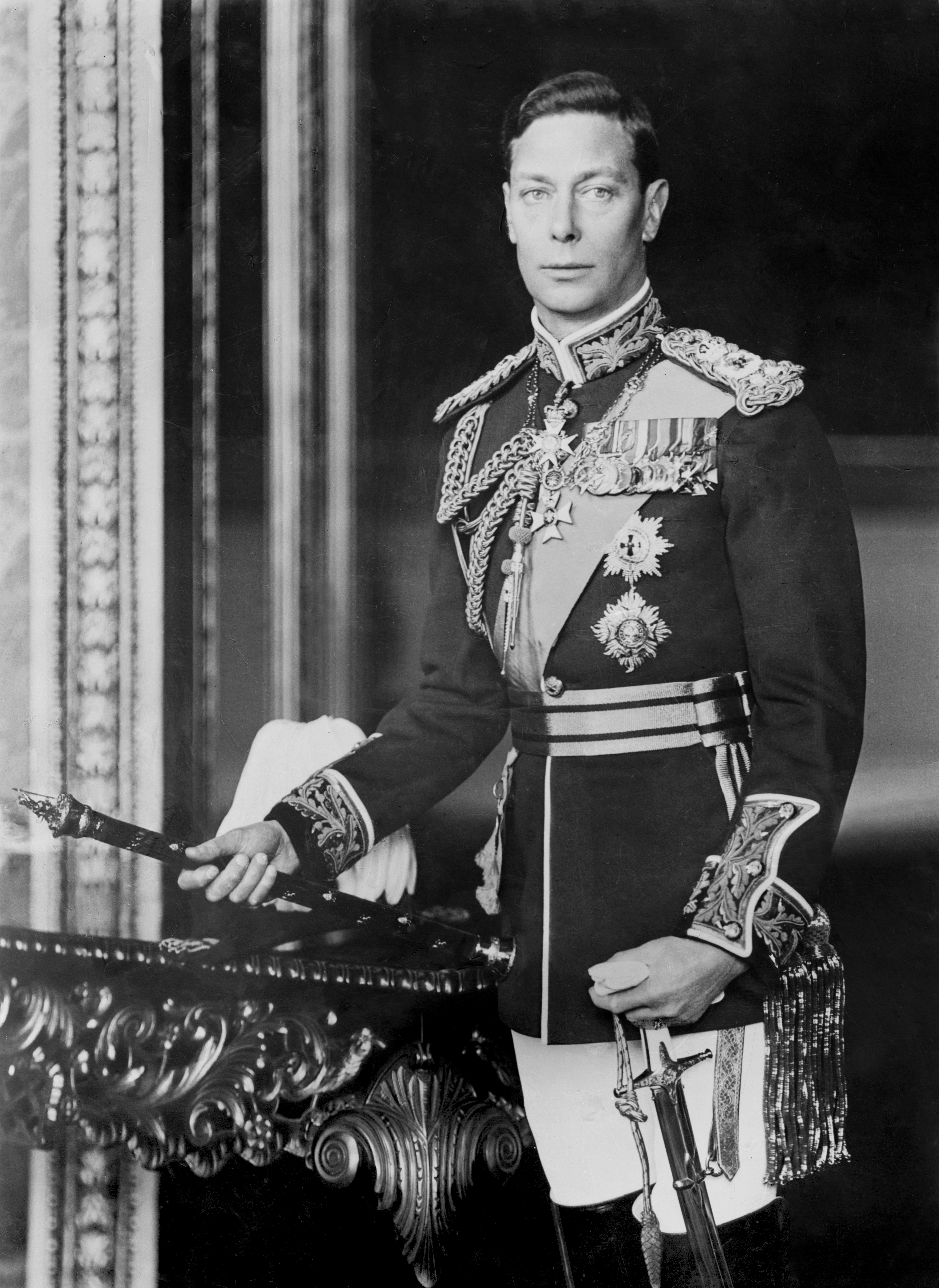
جورج السادس ملك المملكة المتحدة

- 6 فبراير:  جورج السادس ملك المملكة المتحدة.

### مارس
- 30 مارس:  جيغمي وانغشوك، الملك الثاني لمملكة بوتان.

### أبريل
- 7 أبريل:  إلياس أنطون إلياس، مؤلفٌ مصري من أصل لبناني.

### مايو
- 6 مايو:  ماريا مونتيسوري، فيلسوفة وعالمة نفس إيطالية.
- 7 مايو:  خوان باوتيستا بيريز، رئيس فنزويلا.

### يونيو
- 8 يونيو:  سيرجي ميركوروف، نحات أرميني سوفيتي.

### يوليو

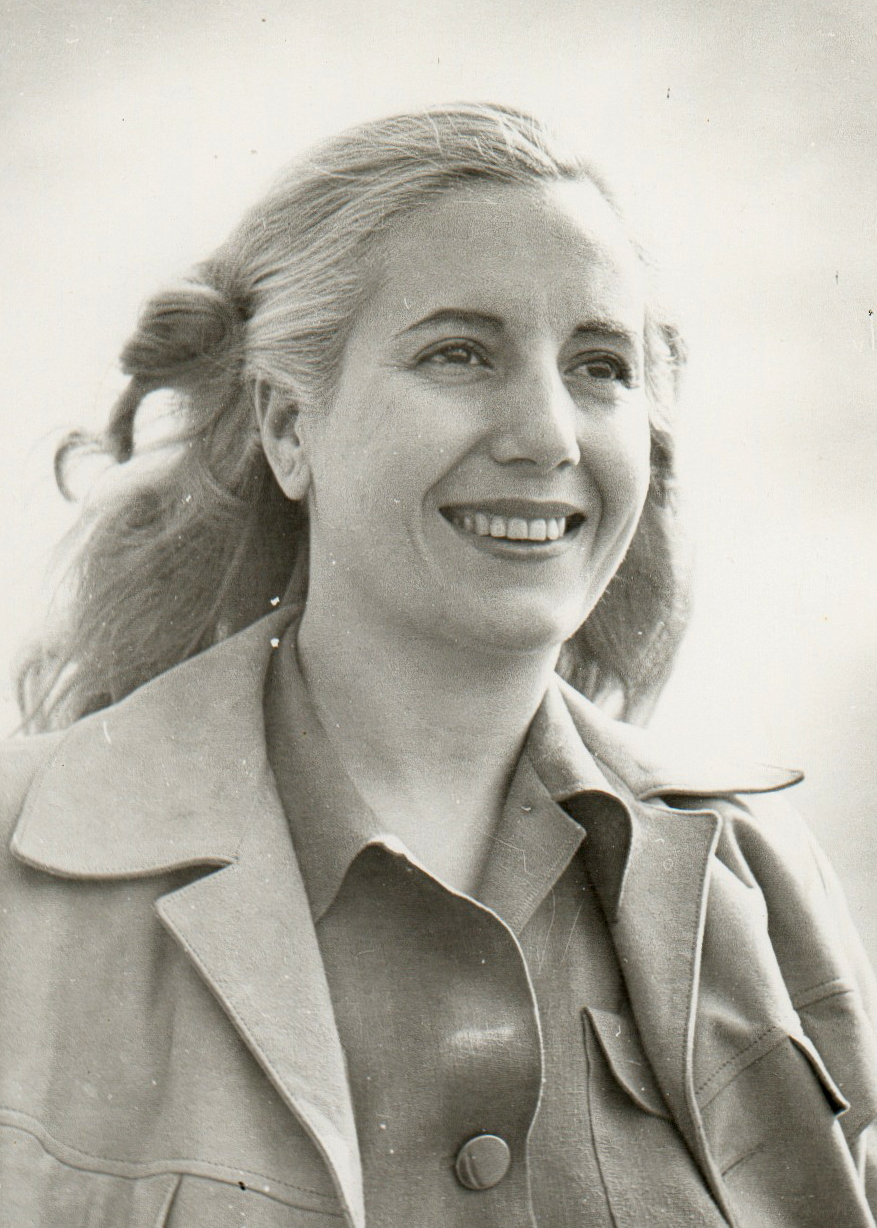
إيفا بيرون

- 21 يوليو:  بيدرو لاسكوراين، رئيس المكسيك.
- 26 يوليو:  إيفا بيرون، السيدة الأولى وزعيمة الامة في الأرجنتين.

### أغسطس

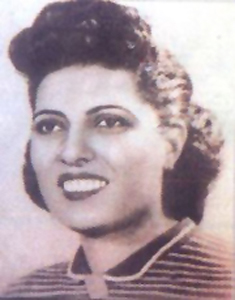
سميرة موسى

- 5 أغسطس:  سميرة موسى، أول عالمة ذرة مصرية.
- 18 أغسطس:  ألبرتو هورتادو، كاتب من تشيلي.
- 22 أغسطس:  هيرانوما كيتشيرو، رئيس وزراء اليابان.

### سبتمبر
- 22 سبتمبر:  كآرلو يوهو ستولبيرغ، رئيس فنلندا.
- 26 سبتمبر:  خورخي سانتايانا، شاعر روائي وفيلسوف إسباني.

### أكتوبر
- 8 أكتوبر:  أرتور روسون، رئيس الأرجنتين.
- 26 أكتوبر:  هاتي ماكدانيال، ممثلة أمريكية.
- 28 أكتوبر:  بيلي هيوز، رئيس وزراء أستراليا.

### نوفمبر

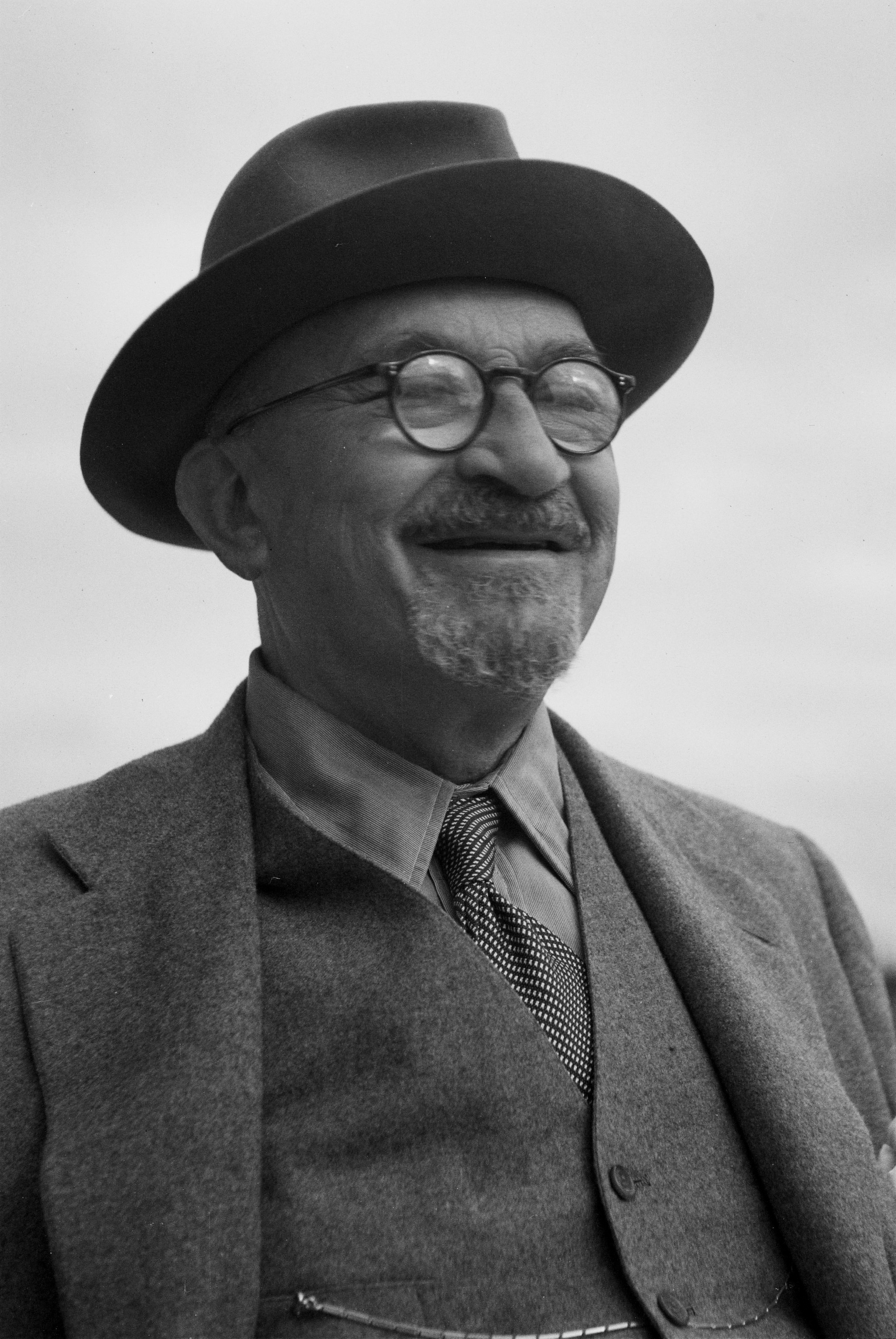
حاييم وايزمان

- 9 نوفمبر:  حاييم وايزمان، أشهر شخصية صهيونية في التراث الصهيوني بعد تيودور هرتزل.

### ديسمبر
- 1 ديسمبر:  فيتوريو إمانويلي أورلاندو، سياسي إيطالي.
- 14 ديسمبر:  تيكسيرا دي باسكوا، شاعر برتغالي. تم ترشيحه خمس مرات لجائزة نوبل في الأدب.

## نال جائزة نوبل
- في الفيزياء – مناصفة بين الأمريكيان إدوارد بورسيل وفليكس بلوخ.
- في الكيمياء – مناصفة بين البريطانيان أرشر مارتين وريتشارد سينج.
- في الطب – الأمريكي سلمان واكسمان.
- في الأدب – الفرنسي فرنسوا مورياك.
- في السلام – الفرنسي ألبرت شوايتزر.